# Lanrodec
Lanrodec är en kommun i departementet Côtes-d'Armor i regionen Bretagne i nordvästra Frankrike. Kommunen ligger i kantonen Plouagat som tillhör arrondissementet Guingamp. År 2022 hade Lanrodec 1 380 invånare.

## Befolkningsutveckling
Antalet invånare i kommunen Lanrodec
Referens:INSEE